# SN 1917A
SN 1917A是一颗1917年7月19日爆发于烟花星系的超新星。它由乔治·威尔斯·里奇发现，最亮星等为14.6。它位于  37"W、105"S的烟花星系的中心区域。